# صواشتبه
صواشتبه أو صاواش تبه هي بلدة وقضاء في محافظة بالق أسير بمنطقة مرمرة، تركيا. بلغ عدد السكان 9,352 نسمة في عام 2010.

## روابط خارجية
- الموقع الرسمي (بالتركية)